# سیارک ۲۱۰۶۲
سیارک ۲۱۰۶۲ (به انگلیسی: 21062 Iasky، نامگذاری:1991JW1) بیست و یک هزار و شصت و دومین سیارک کشف شده‌است که در ۱۳ مه ۱۹۹۱ کشف شد.
قدر مطلق سیارک برابر ۶۱.۶ است.